# (1499) Pori
Pour les articles homonymes, voir Pori.
(1499) Pori est un astéroïde évoluant dans la ceinture principale, découvert le 16 octobre 1938 par l'astronome finlandais Yrjö Väisälä depuis l'observatoire Iso-Heikkilä à Turku, tout comme (1500) Jyväskylä. 
Il est nommé d'après la ville de Pori, qui est la dixième plus grande ville du pays, en Finlande encore une fois comme (1500) Jyväskylä, mais cette dernière en honneur de Jyväskylä, on peut aussi voir d'autre exemple d'astéroïdes découverts par Väisälä portant des noms de ville comme (1498) Lahti, (1497) Tampere, (1496) Turku, (1495) Helsinki ou (1494) Savo.